# Јан Књазовић
Јан (Јано) Књазовић (слч. Ján Kňazovic; Ковачица, 18. јун 1925 — Ковачица, 21. април 1985) био је српски земљорадник и  сликар словачког порекла.

## Биографија
Јан Књазовић је 1951. основао ликовну секцију Покрок у Ковачици. Ову групу сачињавали су још и сликари-наивци Јан Сокол, Мартин Палушка, Владимир Бобош и Михал Биреш. Тако је настала чувена "ковачичка школа" наивног сликарства у Ковачици, којој се касније придружују Мартин Јонаш и Зузана Халупова.
Књазовићева слика "Дечји плес" репродукована је 1974. на поштанској марки Југославије  и на насловној страни романа „Бакоња Фра Брне” Симе Матавуља, штампаног у Швајцарској.

## Самосталне изложбе
- Загреб,
- Ковачица,
- Панчево,
- Рогашка Слатина,
- Будва,
- Берлин,
- Београд,
- Њујорк,
- Нови Сад,
- Светозарево.

## Уметничко дело
Јан Књазовић је мотиве из свог сликарства откривао у сценама из сеоског живота (Трг, 1962). У тамним тоналитетима (модро, зелено, љубичасто) сликао је фигуралне композиције у ноћној атмосфери. Форме су му биле шематизоване и поједностављене, цртеж сумаран и изражајан.